# Ролан Гільяс
Ролан Гільяс (фр. Roland Guillas, 23 вересня 1936, Лор'ян — 9 листопада 2022, Мериньяк) — французький футболіст, що грав на позиції півзахисника, зокрема за «Бордо» та національну збірну Франції.

## Клубна кар'єра
У дорослому футболі дебютував 1953 року виступами за команду «Лор'ян», в якій провів один сезон. 
Своєю грою за цю команду привернув увагу представників тренерського штабу клубу «Бордо», до складу якого приєднався 1954 року. Відіграв за команду з Бордо наступні шість сезонів своєї ігрової кар'єри. Більшість часу, проведеного у складі «Бордо», був основним гравцем команди.
Згодом з 1960 по 1971 рік грав у складі команд «Сент-Етьєн», «Гренобль», «Руан», «Бордо» та «Лор'ян».
Завершував ігрову кар'єру у команді «Ангулем», за яку виступав протягом 1971—1973 років.

## Виступи за збірну
1958 року дебютував в офіційних матчах у складі національної збірної Франції. Протягом наступних п'яти років провів у її формі 9 матчів, забивши один гол.
Помер 9 листопада 2022 року на 87-му році життя у Мериньяці.